# Coupe Colombo
La Coupe de Colombo est une compétition de football disputée entre 1952 et 1955. Elle oppose quatre pays de l'ancien Empire des Indes, la Birmanie, Ceylan, l'Inde et le Pakistan.
L'Inde remporte le trophée lors des quatre éditions qui ont lieu à Ceylan en 1952, en Birmanie en 1953, en Inde en 1954 et au Pakistan en 1955.

## Histoire
L'Association de football de Ceylan organise un tournoi de football dans le cadre des foires de Colombo en 1952. La Coupe Colombo, le trophée du tournoi, concerne les pays de l'ancien Empire des Indes : la Birmanie, Ceylan, l'Inde et le Pakistan. 
Le premier tournoi a lieu à Colombo, à Colombo à Ceylan en 1952, le second à Rangoon en Birmanie en 1953, la troisième à Calcutta en Inde en 1954 et le quatrième à Dacca au Pakistan en 1955.
L'équipe de l'Inde est de loin la meilleure équipe, puisqu'elle remporte le trophée à quatre reprises. La compétition n'est plus disputée après 1955.

## Compétition

### Colombo, Ceylan, 1952
| Rang | Équipe   | Pts | J | G | N | P | Bp | Bc | Diff |
| ---- | -------- | --- | - | - | - | - | -- | -- | ---- |
| 1    | Inde     | 5   | 3 | 2 | 1 | 0 | 6  | 0  | +6   |
| 1    | Pakistan | 5   | 3 | 2 | 1 | 0 | 3  | 0  | +3   |
| 3    | Ceylan   | 0   | 2 | 0 | 0 | 2 | 0  | 4  | -4   |
| 3    | Birmanie | 0   | 2 | 0 | 0 | 2 | 0  | 5  | -5   |

| Date              | Équipe 1 | Résultat | Équipe 2 |
| ----------------- | -------- | -------- | -------- |
| septembre 1952    | Inde     | 4 - 0    | Birmanie |
| septembre 1952    | Pakistan | 2 - 0    | Ceylan   |
| septembre 1952    | Inde     | 2 - 0    | Ceylan   |
| septembre 1952    | Pakistan | 1 - 0    | Birmanie |
| septembre 1952    | Birmanie | inconnu  | Ceylan   |
| 23 septembre 1952 | Inde     | 0 - 0    | Pakistan |

### Rangoon, Birmanie, 1953
| Rang | Équipe   | Pts | J | G | N | P | Bp | Bc | Diff |
| ---- | -------- | --- | - | - | - | - | -- | -- | ---- |
| 1    | Inde     | 6   | 3 | 3 | 0 | 0 | 7  | 2  | +5   |
| 2    | Pakistan | 3   | 3 | 1 | 1 | 1 | 7  | 2  | +5   |
| 3    | Birmanie | 3   | 3 | 1 | 1 | 1 | 6  | 7  | -1   |
| 4    | Ceylan   | 0   | 3 | 0 | 0 | 3 | 2  | 11 | -9   |

| Date       | Équipe 1 | Résultat | Équipe 2 |
| ---------- | -------- | -------- | -------- |
| 23 octobre | Inde     | 1 - 0    | Pakistan |
| 24 octobre | Birmanie | 3 - 2    | Ceylan   |
| 27 octobre | Inde     | 2 - 0    | Ceylan   |
| 28 octobre | Pakistan | 1 - 1    | Birmanie |
| 31 octobre | Inde     | 4 - 2    | Birmanie |
| 2 novembre | Pakistan | 6 - 0    | Ceylan   |

Le 3 novembre le lendemain après le tournoi, un match d'exhibition a lieu entre l'Inde et le Pakistan, le match se finit par la victoire du Pakistan 1 but à zéro.

### Calcutta, Inde, 1954
| Rang | Équipe   | Pts | J | G | N | P | Bp | Bc | Diff |
| ---- | -------- | --- | - | - | - | - | -- | -- | ---- |
| 1    | Inde     | 5   | 3 | 2 | 1 | 0 | 6  | 3  | +3   |
| 2    | Ceylan   | 3   | 3 | 1 | 1 | 1 | 4  | 4  | 0    |
| 3    | Pakistan | 3   | 3 | 1 | 1 | 1 | 4  | 5  | -1   |
| 4    | Birmanie | 1   | 3 | 0 | 1 | 2 | 3  | 5  | -2   |

| Date        | Équipe 1 | Résultat | Équipe 2 |
| ----------- | -------- | -------- | -------- |
| 18 décembre | Pakistan | 2 - 1    | Ceylan   |
| 19 décembre | Inde     | 2 - 1    | Birmanie |
| 21 décembre | Inde     | 1 - 1    | Ceylan   |
| 23 décembre | Pakistan | 1 - 1    | Birmanie |
| 25 décembre | Ceylan   | 2 - 1    | Birmanie |
| 26 décembre | Inde     | 3 - 1    | Pakistan |

### Dacca, Pakistan, 1955
| Rang | Équipe   | Pts | J | G | N | P | Bp | Bc | Diff |
| ---- | -------- | --- | - | - | - | - | -- | -- | ---- |
| 1    | Inde     | 6   | 3 | 3 | 0 | 0 | 10 | 5  | +5   |
| 2    | Pakistan | 4   | 3 | 2 | 0 | 1 | 7  | 7  | 0    |
| 3    | Birmanie | 3   | 1 | 0 | 2 | 1 | 6  | 7  | -1   |
| 4    | Ceylan   | 0   | 3 | 0 | 0 | 3 | 5  | 9  | -4   |

| Date        | Équipe 1 | Résultat | Équipe 2 |
| ----------- | -------- | -------- | -------- |
| 17 décembre | Pakistan | 4 - 2    | Birmanie |
| 18 décembre | Inde     | 4 - 3    | Ceylan   |
| 21 décembre | Pakistan | 2 - 1    | Ceylan   |
| 22 décembre | Inde     | 2 - 1    | Birmanie |
| 25 décembre | Birmanie | 3 - 1    | Ceylan   |
| 26 décembre | Inde     | 4 - 1    | Pakistan |

## Bilan par pays
| Victoires | Pays     | Année(s)                                 |
| --------- | -------- | ---------------------------------------- |
| 4         | Inde     | 1952 (titre partagé), 1953, 1954 et 1955 |
| 1         | Pakistan | 1952 (titre partagé)                     |